# Fedia graciliflora
Fedia graciliflora är en kaprifolväxtart. Fedia graciliflora ingår i släktet fedior, och familjen kaprifolväxter.

## Underarter
Arten delas in i följande underarter:
- F. g. calycina
- F. g. diana
- F. g. graciliflora
- F. g. snassenorum
- F. g. sulcata
- F. g. insularis
- F. g. longiflora